# Ana Kokić

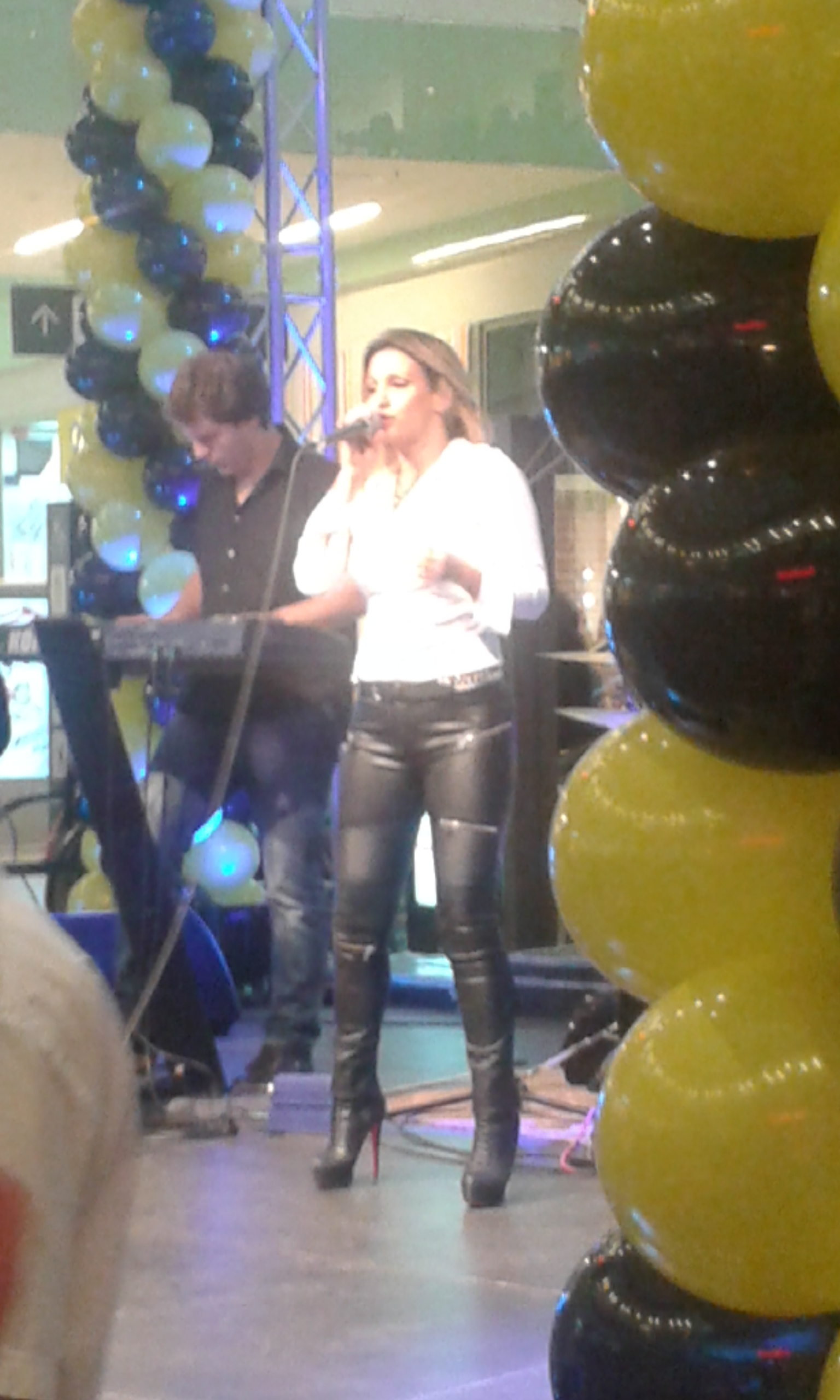
Ana Kokić

Ana Kokić (serbisch-kyrillisch Ана Кокић; * 11. März 1983 in Belgrad, SFR Jugoslawien) ist eine serbische Pop-Sängerin und Fotomodell.

## Leben und Karriere
Sie ist ein früheres Mitglied der Pop-Gruppe Energija (Energie). Ihre Debüt-Single schaffte es in die serbischen Singles-Charts.
Kokić ist Mutter zweier Kinder und seit 2015 mit dem Wasserballspieler Nikola Rađen verheiratet.

## Diskografie

### Alben
- 2006: Mojne Mala
- 2007: Šta će meni ime
- 2011: Psiho

### Singles (Auswahl)
| - 2006: Čujem Da - 2006: Da Li Si To Ti - 2006: Mojne Mala (Original: Giorgos Xanthiotis – Chiculata Chikita) - 2007: Svejedno - 2007: Rezervno Rešenje - 2009: Letnja Sema - 2011: Idemo Na Sve (mit Costi) - 2013: Nije pametno - 2014: Ljubav Na Papiru - 2015: Šteta (mit Tribal) | - 2016: Pogrešna Ljubav - 2016: Damelo - 2017: Ne Kvari Mi Raspoloženje - 2018: Karmin (mit Rimski & Corona) - 2021: Lololo (mit Mahrina) - 2022: Slatke Laži - 2022: Mitrogol (mit Negujmosrbski) - 2023: Padam - 2023: Srodne duse |